# IC 4679
IC 4679 је спирална галаксија у сазвјежђу Телескоп која се налази на листи објеката дубоког неба у Индекс каталогу.
Деклинација објекта је - 56° 15' 13" а ректасцензија 18h 11m 24,2s. Привидна величина (магнитуда) објекта IC 4679 износи 12,8 а фотографска магнитуда 13,5. Налази се на удаљености од 40,323 милиона парсека од Сунца. IC 4679 је још познат и под ознакама ESO 182-5, IRAS 18071-5615, PGC 61522.